# Maintinandry
Maintinandry est une petite commune située dans le district de Vatomandry dans la région de Atsinanana à Madagascar.
Le village de Maintinandry est situé près de la côté, sur le parcours du canal des Pangalanes, à l'embouchure de la rivière Sakanila et à environ 8 kilomètres du village de Vatomandry.